# Прогресс М-66
Прогресс М-66 — транспортный грузовой космический корабль (ТГК) серии «Прогресс», запущенный к Международной космической станции. 32-й российский корабль снабжения МКС. Серийный номер 366.

## Цель полёта
Доставка на МКС более 2400 килограммов различных грузов, в числе которых топливо, воздух, кислород, продукты питания, научная аппаратура, дополнительное оборудование для российского и американского сегментов станции, а также посылки для экипажа МКС.

## Хроника полёта
- 10.02.2009, в 08:49:46 (MSK), (05:49:46 UTC) — запуск с космодрома Байконур;[2]
- 13.02.2009, в 10:18:13 (MSK), (07:18:13 UTC) — осуществлена стыковка с МКС к стыковочному узлу на агрегатном отсеке служебного модуля «Пирс». Процесс сближения и стыковки проводился в автоматическом режиме;
- 06.05.2009, в 18:17:58 (MSK), (15:17:58 UTC) — ТГК отстыковался от МКС и отправился в автономный полёт.

## Научная работа
Двенадцать дней космический грузовик находился в автономном полёте, в ходе которого выполнил серию технических экспериментов Плазма–Прогресс по исследованию пространственно-временных зависимостей плотности плазменного окружения космического аппарата, возникающего при работе на его борту жидкостных ракетных двигателей. В качестве наземных средств радионаблюдения использовался радар некогерентного рассеяния Института солнечно-земной физики Сибирского отделения Российской академии наук (г. Иркутск). Эксперимент «Плазма-Прогресс», постановщиком которого является ЦНИИ машиностроения (г. Королёв), проводился уже в 5-й раз. Предыдущими «участниками» были корабли «Прогресс М-60», «Прогресс М-61», «Прогресс М-64», «Прогресс М-65».